# Zonnesproetbladroller
De zonnesproetbladroller (Aleimma loeflingiana) is een vlinder uit de familie Tortricidae ( bladrollers). De spanwijdte van de vlinder bedraagt tussen de 14 en 19 millimeter. De soort komt verspreid over Europa en delen van het Nabije Oosten voor.

## Waardplanten
De zonnesproetbladroller heeft haagbeuk, eik en esdoorn als waardplanten.

## Voorkomen in Nederland en België
De zonnesproetbladroller is in Nederland en in België een vrij algemene soort, die verspreid over het hele gebied kan worden gezien. De soort vliegt van juni tot augustus.